# Талергофський Альманах
Талергофський Альманах — літературний збірник, який виходив у 1924—1939 (видавець — Центральний Талергофський Комітет у Львові).
Головний редактор — Семен Бендасюк. 
ЦТК був заснований 16 березня 1923 року у Львові (голова — професор Володимир Труш зі Станіславова, секретар — Пелехатий). 
Ініціативна група зі створення «Талергофського Альманаху»: о. Лончина, Михайло Марко (редактор), директор бурси Панчак. 
Перший номер альманаху вийшов у 1924 році.